# Catherine Zuckert
Catherine H. Zuckert (sinh năm 1942) là một nhà triết học chính trị Mỹ và là giáo sư khoa học chính trị tại Đại học Notre Dame.

## Sách
- Postmodern Platos (Nhà xuất bản Đại học Chicago, 1996)
- Natural Right and the American Imagination: Political Philosophy in Novel Form
- Plato's Philosophers: The Coherence of the Dialogues (Nhà xuất bản Đại học Chicago, 2009)
- Machiavelli's Politics (Nhà xuất bản Đại học Chicago, 2017)
- The Truth about Leo Strauss (2006) cùng với Michael P. Zuckert, Nhà xuất bản Đại học Chicago
- Leo Strauss and the Problem of Political Philosophy (2014) cùng với Michael P. Zuckert, Nhà xuất bản Đại học Chicago

### Biên tập
- Understanding the Political Spirit: From Socrates to Nietzsche
- Political Philosophy in the 20th Century: Authors and Arguments (Nhà xuất bản Đại học Cambridge, 2011)
- Leo Strauss on Political Philosophy (Nhà xuất bản Đại học Chicago, 2018)